# Dirichlet-Verteilung

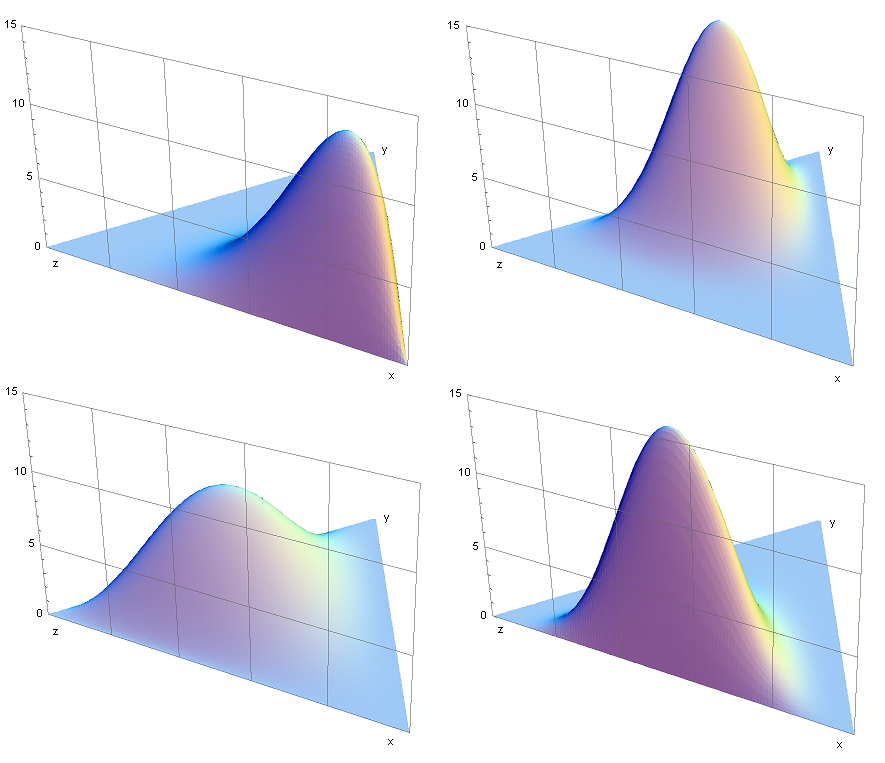
Beispiele einer Dirichlet-Verteilung mit K=3 für verschiedene Parametervektoren α. Im Uhrzeigersinn von oben links: α=(6, 2, 2), (3, 7, 5), (6, 2, 6), (2, 3, 4).

Die Dirichletverteilung (nach Peter Gustav Lejeune Dirichlet) ist eine Familie von  stetigen, multivariaten Wahrscheinlichkeitsverteilungen.
Sie ist die multivariate Erweiterung der Beta-Verteilung und die konjugierte A-priori-Verteilung der Multinomialverteilung in der bayesschen Statistik. Ihre Dichtefunktion beschreibt die Verteilung der Wahrscheinlichkeiten für K verschiedene, exklusive Ereignisse. Sie wird durch einen Parametervektor {\displaystyle \alpha =(\alpha _{1},\alpha _{2},...,\alpha _{K})} gesteuert, wobei jeder Parameter {\displaystyle \alpha _{i}} das Vorwissen über die Häufigkeit des  {\displaystyle i}-ten Ereignisses widerspiegelt. Konkret entspricht der Parameter {\displaystyle \alpha _{i}-1} der Anzahl der angenommenen „Beobachtungen“ oder „Erfolge“ für das {\displaystyle i}-te Ereignis. Höhere Werte von {\displaystyle \alpha _{i}} deuten auf eine größere Zuversicht in die Wahrscheinlichkeit des entsprechenden Ereignisses hin.

## Veranschaulichung
Die Multinomialverteilung gibt die Wahrscheinlichkeiten {\displaystyle p_{1}} bis {\displaystyle p_{K}} für K unterschiedliche Ereignisse an, also z. B. wie wahrscheinlich es ist, in einem Wurf eine Eins, Zwei, Drei, Vier, Fünf oder Sechs zu würfeln. Im Gegensatz dazu gibt die Dirichlet-Verteilung an, wie wahrscheinlich eine solche Verteilung auftritt. Im Falle einer Würfelfabrik könnte die Dirichlet-Verteilung also angeben, wie wahrscheinlich die Verteilungen der Würfelergebnisse bei den fabrizierten Würfeln sind. Funktionieren die Maschinen der Würfelfabrik korrekt, wäre die Wahrscheinlichkeit für alles andere als die uniforme Verteilung (alle Augenzahlen sind gleich wahrscheinlich) sehr gering. Das entspräche einem Parametervektor {\displaystyle \alpha } mit gleichen und sehr hohen Elementen wie etwa {\displaystyle (1000,1000,1000,1000,1000,1000)}. Hingegen würde {\displaystyle \alpha =(1000,500,500,500,500,500)} bedeuten, dass die Maschinen Würfel fabrizieren, bei denen die Augenzahl Eins doppelt so häufig vorkommt wie jede andere Augenzahl. Und dies fast ausnahmslos, da die Werte wiederum sehr hoch sind und damit die Varianz niedrig. Wären die Werte in {\displaystyle \alpha } aber z. B. alle {\displaystyle 0{,}1}, dann würden Würfel hergestellt werden, die eine starke Tendenz zu einer Augenzahl haben. Welche die bevorzugte Augenzahl eines Würfels ist, wäre dabei zufällig, da alle Werte in {\displaystyle \alpha } gleich sind. Je kleiner die Werte, desto ausgeprägter wäre die Unfairness der meisten Würfel, und desto seltener wären Würfel ohne eine bevorzugte Augenzahl.

## Dichtefunktion
Die Dirichletverteilung der Ordnung K ≥ 2 mit den Parametern {\displaystyle \alpha _{1},...,\alpha _{K}>0} und dem Parametervektor {\displaystyle \alpha =(\alpha _{1},\dots ,\alpha _{K})} hat folgende Dichtefunktion:
{\displaystyle f(x_{1},\dots ,x_{K};\alpha _{1},\dots ,\alpha _{K})={\begin{cases}{\frac {1}{\mathrm {B} (\alpha )}}\prod _{i=1}^{K}x_{i}^{\alpha _{i}-1}&{\text{für alle }}x_{1}>0,\ldots ,x_{K}>0{\text{ mit }}\sum _{i=1}^{K}x_{i}=1\\0&{\text{sonst}}\end{cases}}\;.}
Die normierende Konstante {\displaystyle \mathrm {B} (\alpha )} ist die multivariate Betafunktion an der Stelle {\displaystyle \alpha }, welche durch Werte der Gammafunktion an den Stellen {\displaystyle \alpha _{1},\dots ,\alpha _{K}} dargestellt werden kann:
{\displaystyle \mathrm {B} (\alpha )={\frac {\prod _{i=1}^{K}\Gamma (\alpha _{i})}{\Gamma {\bigl (}\sum _{i=1}^{K}\alpha _{i}{\bigr )}}}.}
Die Dichtefunktion ist keine Dichte bezüglich des K-dimensionalen Lebesgue-Maßes, sondern eine Dichtefunktion bezüglich des (K-1)-dimensionalen Lebesgue-Maßes im durch die Restriktion {\displaystyle \textstyle \sum _{i=1}^{K}x_{i}=1} definierten (K-1)-dimensionalen Teilraum. Durch die Ersetzung {\displaystyle x_{K}=1-\textstyle \sum _{i=1}^{K-1}x_{i}} erhält man die (K-1)-dimensionale Dichtefunktion
{\displaystyle f(x_{1},\dots ,x_{K-1};\alpha _{1},\dots ,\alpha _{K})={\begin{cases}{\frac {1}{\mathrm {B} (\alpha )}}\prod _{i=1}^{K-1}x_{i}^{\alpha _{i}-1}(1-\textstyle \sum _{i=1}^{K-1}x_{i})^{\alpha _{K}-1}&{\text{für alle }}x_{1}>0,\ldots ,x_{K-1}>0{\text{ mit }}\sum _{i=1}^{K-1}x_{i}<1\\0&{\text{sonst}}\end{cases}}\;.}
Bei einer Verwendung der Dirichlet-Verteilung als A-priori-Verteilung für eine Multinomialverteilung sind die Vektoren {\displaystyle (x_{1},\dots ,x_{K})} mit positiver Dichte alternative Werte für den Parametervektor einer  Multinomialverteilung.